# 아르연 로번
아르연 로번(네덜란드어: Arjen Robben, 네덜란드어 발음: [ˈɑrjən ˈrɔbə(n)] ( 듣기) 1984년 1월 23일~)은 네덜란드의 은퇴한 축구 선수로, 현역 시절 포지션은 윙어였다. 로번은 드리블 능력, 빠른 주력,  우측 측면에서 왼발로 공을 강하게 감아찰 수 있는 능력을 지니고 있었다.
로번은 흐로닝언에서 데뷔하였고, 2001-02 시즌 에레디비시 최우수 선수로 꼽혔다. 2년 후, 그는 PSV으로 이적하여, 네덜란드 신인선수상을 차지하고 에레디비시 정상에 올랐다. 그 다음 시즌, 로번은 잉글랜드의 여러 구단으로부터 제의를 받았고, 긴 협상 끝에 2004년 하반기에 첼시로 이적하였다.
로번의 첼시 데뷔전은 부상으로 연기되었으나, 부상 복귀 직후 구단이 2회 연속 프리미어리그를 우승할 수 있도록 도왔으며, 2005년 11월에는 프리미어리그 이 달의 선수상을 획득하였다. 부상으로 장기간 결장하였던 잉글랜드에서의 세 번째 시즌 이후, 로번은 스페인의 레알 마드리드에 €35M의 가격으로 매각되었다. 2009년 8월, 로번은 €25M의 가격에 바이에른 뮌헨으로 이적하였고, 데뷔전에서 두 골을 득점하였다. 그는 뮌헨에서의 첫 시즌에 바이에른의 리그 우승을 도왔고, 이로써 그는 8년동안 리그에서 우승컵을 5개 획득하게 되었다이었다. 또한, 그는 2013 UEFA 챔피언스리그 결승전에서 결승골을 성공시켰다. 바이에른에서의 첫 시즌 후, 로벤은 독일 올해의 축구 선수로 선정되었다.
2014년, 로번은 가디언지에 의해 세계 최고 축구 선수 4위에 이름이 올랐다.
2019년 7월 4일 은퇴하였지만 2020년 6월 27일 FC 흐로닝언과 계약하며 축구계로 돌아왔다.
2021년 7월 15일 재은퇴하였다.
로번은 2015년부터 2017년까지 네덜란드 국가대표팀의 주장을 맡았고, 2004년, 2008년, 그리고 2012년 UEFA 유럽 축구 선수권 대회와 2006년, 2010년, 그리고 2014년 FIFA 월드컵에 참가했다.

## 유년 시절
로번은 네덜란드 북동부 흐로닝언의 위성 도시인 베뒴 출신이다. 그는 어린 시절부터 축구를 하였으며, 쿠어버주의자가 되었다. 로번은 공 제어 능력과 뛰어난 발재간으로 그의 가치를 증명하였고, 흐로닝언은 그를 재빨리 영입하였다. 그곳에서, 그는 오른쪽에서 안쪽으로 끊는 특이한 방법으로 경기를 전개한 후 왼발로 공을 쏘아 수 차례 인상적인 골을 만들어냈다.

## 클럽 경력

### 흐로닝언
흐로닝언은 1999-2000 시즌에 로번을 1군으로 올렸다. 그는 리그에서 3골을 기록하였다. 얀 판 데이크 감독은 이 측면 공격수를 트벤터와의 2000년 11월자 원정 경기를 앞두고 1군에 이름을 올렸으나, 2000년 12월 3일자 발베이크전이 되어서야 부상당한 레오나르두 두스 산투스와 교체되어 신고식을 치렀다. 겨울동안, 로번은 선발진에 이름을 올렸다. 로번은 2000-01 시즌에 18경기 선발로 출전했고, 2골을 득점하였다. 로번은 구단에서의 첫 시즌에 동료 요르디 호흐스트라터와 함께 시즌 최우수 선수로 선정되었고, 그는 흐로닝언 유소년 아카데미의 힘을 증명했다. 로번은 2001-02 시즌에도 흐로닝언에 남아 기량을 서서히 끌어올렸고, 28경기에 출전하여 6골을 득점하였다. 로번은 2002-03 시즌을 앞두고 390만 유로에 PSV로 이적하였다.

### PSV
PSV에서의 첫 번째 시즌인 2002-03 시즌, 로벤은 33경기에 나서서 12골을 기록했다. 그는 공격수 마테야 케주만과 함께 "PSV 공동 올해의 선수"로 선정되었고, 케주만과 궁합을 이룬 로번은 오늘날까지 PSV 지지자들로부터 "배트맨과 로번"으로 회자되는 조합을 형성했다. 그는 PSV의 17번째 네덜란드 리그 우승에 공헌했고, 올해의 신인 선수로도 선정되었다.
그 다음해를 좋은 분위기 속에 시작했지만, PSV는 숙적 아약스를 따라잡지 못했고, 에레디비시 2위로 미끄러지게 되었다. 로번은 런던으로 건너가 알렉스 퍼거슨 맨체스터 유나이티드 감독과 접촉했다. 퍼거슨이 제시한 금액인 PSV와 로번에게 내키지 않게 낮았다. 헤리 판 라에이 PSV 회장은 €7M으로는 맨체스터 유나이티드가 로번의 서명이 새겨진 유니폼밖에 못 산다고 발언했다. 얼마 지나지 않아, 로만 아브라모비치 첼시 구단주가 접근해 €18M (£12M의 가격에 근사)의 가격을 제시하였고, PSV는 이 제안을 수락하였다. 그의 PSV 잔여기간 활약은 실망적이었다. 그는 힘줄 부상을 두 차례 당하였고, 몇 경기를 결장하였다. 시즌 말까지, 로번은 에레디비시 경기에 23번 출장하여 5골을 기록했다.

### 첼시

#### 2004–05 시즌

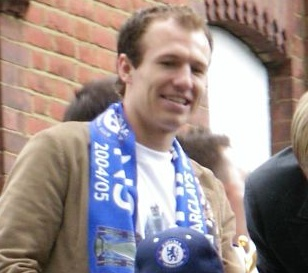
프리미어리그 2004-05 우승을 자축하는 로번

로번은 로마와의 시즌 전 친선경기에서 올리비에 다쿠르의 거친 태클로 중족골 부상을 당하는 바람에 2004년 11월까지 첼시 공식 데뷔전을 치를 수 없었다. 당시, 그는 구단 의료진에게 한 쪽의 고환이 커지는 것을 보고하였다. 의료진들은 로번의 고환암을 진단하였고, 즉시 조치를 취했다.
로번은 2004-05 시즌동안 선수단의 중요한 자원이었다. 2004년 11월, 그는 프리미어리그 이 달의 선수상을 받았다. 로번은 2004-05 시즌에 7골을 기록해 자신의 시즌 최고 기록을 올렸다. 로번은 PFA 올해의 신인 선수 후보로도 올랐으나, 맨체스터 유나이티드의 웨인 루니에 밀렸다. 로번은 블랙번 로버스와의 프리미어리그 경기에서 중상을 당하였고, 그에 따라 첼시의 리그 우승과 UEFA 챔피언스리그 2004-05 준결승을 병동에서 지켜 봐야만 했다. 그 다음 시즌, 부상에서 복귀한 뒤 로번은 또다시 좌측 공격의 주축을 맡게 되었다. 로번은 28경기를 치러 6골을 득점하여 소속 구단의 프리미어리그 2연패에 일조했는데, 이로써 서런던 구단은 사상 처음으로 정상 방어에 성공했다.

#### 2005–06 시즌

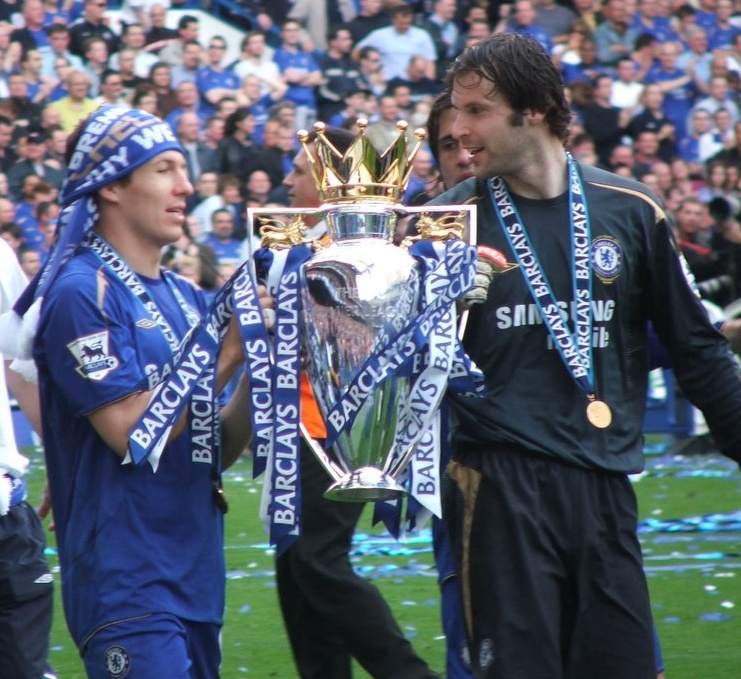
2006년, 프리미어리그 2연패를 자축하는 로번과 페트르 체흐

2005-06 시즌, 로번은 리버풀 골키퍼 페페 레이나와 비신사적인 사건에 엮였다. 스탬포드 브릿지에서 첼시가 리버풀을 상대로 2-0으로 앞선 상황에 경기가 막판으로 치닫으면서, 레이나는 로번에게 화를 돋구는 말을 하며 악수를 하였다. 로번은 이후 바닥에 툭 쓰러졌고, 레이나가 "폭력 행각"을 벌였다고 판단한 주심은 수문장에게 퇴장 명령을 내렸다. 이 행각으로 인해 레이나는 로번에게 "아카데미상을 받을 훌륭한 연기를 펼쳤다."라고 비꼬았다. 그 결과, 감독 라파엘 베니테스는 "의료진이 로번을 병원으로 데려가 상태를 검사할 것."이라고 농담조로 기자 회견에 임했다. 잉글랜드 축구 협회는 레이나의 퇴장 판정은 번복되지 않았다.

#### 2006–07 시즌
로번은 이후 2006년 12월 23일에 위건 애슬레틱전에서 두번의 어시스트와 결승골을 기록하며 최우수 선수로 선정되었다.

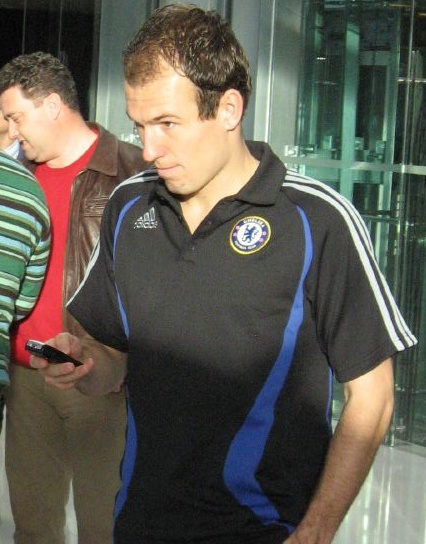
첼시의 로번

로번은 또다시 2007년 1월 20일 리버풀전에서 부상을 당하였다. 로번은 2월 미들즈브러전에서 복귀하였고, 이 경기에서 그가 쏜 공은 아벨 사비에르에 굴절되어 마크 슈워처를 빗겨가 골이 되었고, 경기는 첼시의 3-0 승리로 귀결되었다. 그는 클로드 마켈렐레와 교체되어 아스널과의 2007년 리그컵 결승전에 출전하였고, 이 경기에서 디디에 드로그바의 결승골을 도와 승리에 공헌했다. 로번은 포르투와의 UEFA 챔피언스리그 2006-07 16강전에서 득점하였고, 첼시는 합계 3-2 승리로 8강에 진출하였다. 2007년 3월 말, 로번은 국가대표팀 경기에서 부상을 당하여 무릎 수술을 받아 최소 4주동안 결장하게 되었다. 그는 이후 첼시 소속으로 2경기 출장에 그쳤는데, 이 두 경기 모두 교체 출전이었고, 두 경기 모두 첼시의 시즌을 좌우한 중대한 경기였다. 그가 부상 복귀 이후 처음으로 출전한 경기는 리버풀과의 UEFA 챔피언스리그 2006-07 준결승전으로, 승부차기까지 이어졌다. 로번은 주자로 나섰지만, 그가 찬 공은 레이나의 선방에 막혔고, 결국 첼시는 결승 진출에 실패하였다. 그의 마지막 첼시 경기는 맨체스터 유나이티드와의 2007년 FA컵 결승전이었다. 로번은 조 콜과 후반 시작하는 시점에 교체 투입되었으나, 나중에 애슐리 콜과 연장전에서 다시 교체되었고, 첼시는 접전 끝에 승리를 거두었다. 스페인의 거함 레알 마드리드는 첼시의 두 선수 영입에 관심을 가졌다. 당시 베언트 슈스터는 미하엘 발라크를 원하였지만, 라몬 칼데론 당시 레알 마드리드 회장은 로번 영입을 원하였다. 로번은 스페인 언론 디아리오 AS 기자들에게 "저는 협상이 성사될 지 모릅니다. 저는 마드리드 팬들에게 의사를 전하고 싶지만, 내 미래가 정해지기 전까지 할 수 없습니다."라고 말을 건냈다.
레알 마드리드는 2007년 8월에 로번의 계약을 성사시켰다. 그는 첼시 공식 웹사이트에 "어려운 결정이었으나, 첼시에서 3년간 좋은 시간을 보내고 좋은 동료도 많이 만들었습니다. 계약이 수요일 10시에 성사되었고 그 다음날 비행기를 타야 하기 때문에 작별 인사를 할 시간이 없습니다. 최소 하루라도 자유롭게 보내기 위해서 저는 돌아와 작별 인사를 하고 싶고, 저에게 좋은 대우를 한 지지자들에게 큰 감사를 드립니다. 잉글랜드 생활 3년동안 제가 잉글랜드에서 획득할 수 있는 모든 트로피를 획득했습니다."고 작별 후신을 남겼다.

### 레알 마드리드

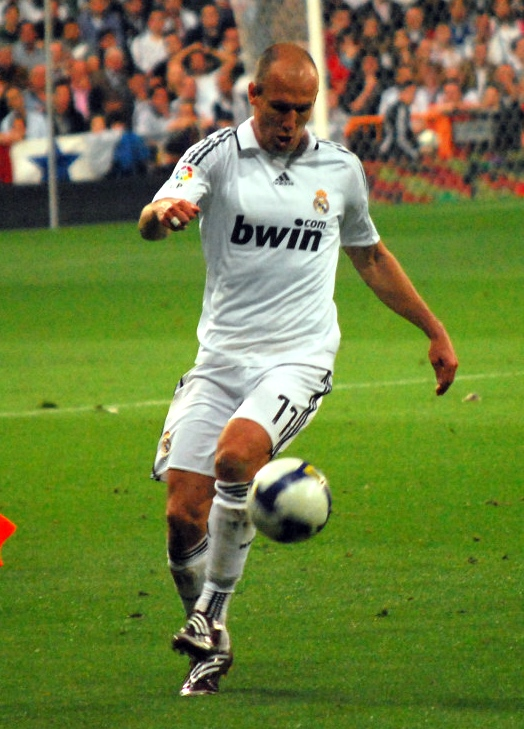
레알 마드리드에서 활약하는 로번

#### 2007-08 시즌
2007년 8월 22일, 로번은 레알 마드리드와 5년 계약을 맺었고, 계약금은 £24M (€35M)으로 보고되었다. 9월 18일, 그는 2-1로 승리한 베르더 브레멘과의 UEFA 챔피언스리그 경기에서 라울과 교체투입되어 레알 마드리드 데뷔전을 치루었다. 9월 23일. 그는 로이스톤 드렌터와 교체투입된 레알 바야돌리드전에서 라 리가 신고식을 치렀고, 경기는 1-1로 비겼다. 2008년 2월 10일, 로번은 바야돌리드와의 안방 경기에서 첫골을 득점하여 레알 마드리드의 7-0 승리를 도왔다. 로번은 다수 레알 마드리드의 경기에서 중요한 역할을 맡았는데, 그는 왼쪽 측면을 따라 오르락 내리락거리며, 선수단의 부동의 주전으로 첫 시즌에 28경기에 출전하여 5골을 득점하였다. 레알 마드리드는 몇 경기를 남겨놓고 31번째 우승을 확정 짓고, 2008년 5월 7일에 바로 다음 경기로 바르셀로나와의 고전 더비 경기를 치렀다. 바르셀로나 선수는 산티아고 베르나베우의 입장 통로 바깥에 2열로 도열해 격려의 박수를 보냈고, 로번은 마드리드의 2번째 골을 득점하며 또다시 레알 마드리드의 4-1 승리에 힘을 불어넣었다.

#### 2008-09 시즌
2008-09 시즌에도 그는 레알 마드리드의 주요 미드필더로 활약하였고, 35경기에 출전하며 8골을 득점하였다. 비록 이 네덜란드인은 이 스페인 클럽의 가장 중요한 선수로 2009-10 시즌의 시즌 전 경기에서도 좋은 활약을 펼쳤는데, 3골을 득점하였고, 4골을 도왔다. 그의 주전 좌측 측면 자리는 플로렌티노 페레스가 크리스티아누 호날두와 카카를 영입하면서 위협받았고, 로번은 바이에른 뮌헨의 €25M 이적 제의를 받아들였다. 로번은 "강요를 받아" 레알 마드리드에서 방출되었다고 주장하였고, 그는 "떠나고 싶지 않았으나, 구단이 매각하려 했다." 라고 덧붙였다.

### 바이에른 뮌헨

#### 2009–10 시즌

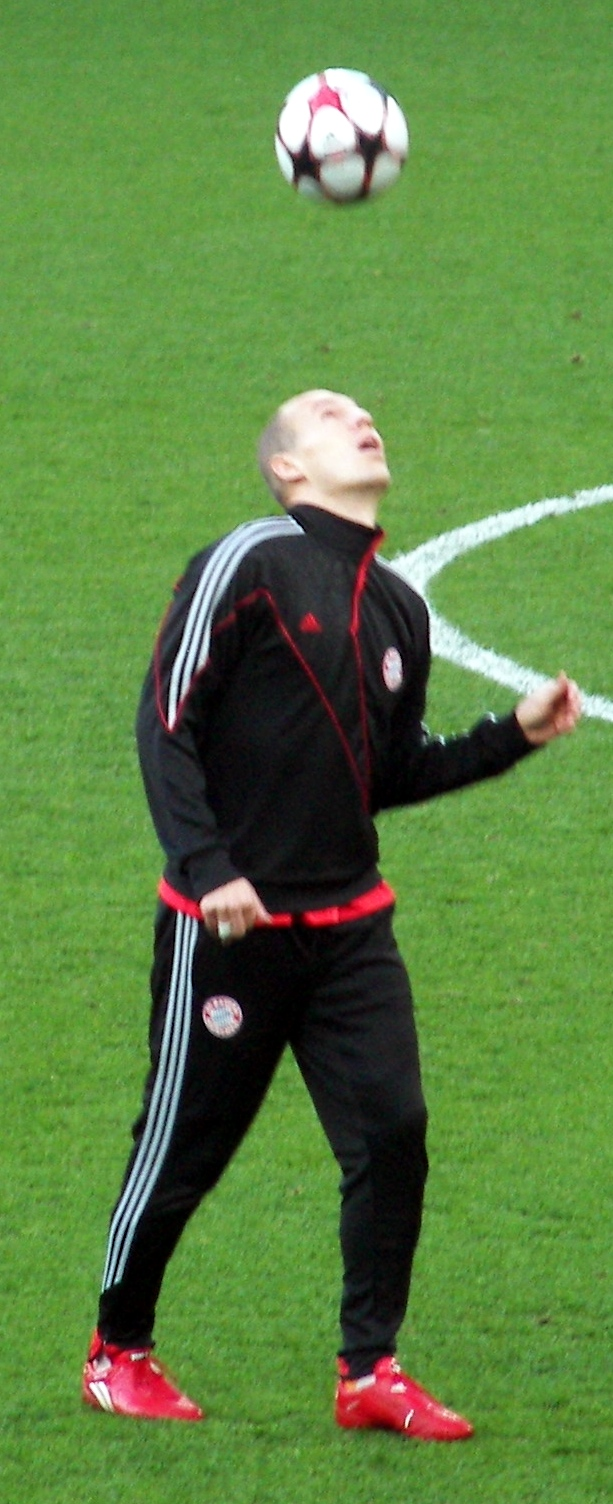
2010년, 바이에른 뮌헨의 로번

2009년 8월 28일, 로번은 €25M의 이적료에 바이에른 뮌헨으로 둥지를 옮겼다. 그는 같은 네덜란드인인 로이 마카이가 떠나면서 공석이 된 등번호 10번을 받았다. 2010년 3월 9일, 로번은 2-3으로 패한 (두 경기 합계 4-4로 원정 다득점에서 앞섰다) 피오렌티나전에서 결정적인 득점을 기록해 바이에른을 UEFA 챔피언스리그 2009-10 8강전에 올렸다.
2010년 4월 7일, 맨체스터 유나이티드와의 UEFA 챔피언스리그 8강전에서 로번은 페널티 구역 한쪽 구석에서 공중에 뜬 공을 차넣어 득점하였다. 바이에른은 2-3으로 패하였으나 합계 4-4로 이번에도 원정 다득점에 앞선 바이에른이 준결승 진출에 성공하였다.
2010년 4월 17일, 그는 하노버 96과의 알리안츠 아레나 안방 경기에서 분데스리가 첫 해트트릭을 달성하였다. 경기는 바이에른의 7-0 승리로 종료되었다. 2010년 5월 8일, 그는 헤르타 BSC와의 경기에서 두 골을 추가하며 3-1 승리를 견인하였고, 바이에른 소속으로 첫 우승 방패를 획득함과 동시에 선수단 내 최다 득점자로 2009-10 시즌의 리그를 마무리했다.
1주 후, 바이에른은 베를린의 올림피아슈타디온에서 베르더 브레멘과 DFB-포칼 결승전에서 격돌했다. 바이에른 뮌헨은 로번은 선제골을 페널티킥으로 넣은 후, 4-0 승리를 공헌했다. 로번의 활약에 힘입은 바이에른은 통산 15번째 DFB-포칼 우승을 달성하였다. 2010년 5월 25일, 로번은 독일 올해의 축구 선수로 명명되었다. 그는 이 투표에서 전체의 72.1%를 득표하였는데, 그는 이 상을 받은 네 번째 외국인이자 첫 네덜란드 선수였다.

#### 2010–11 시즌

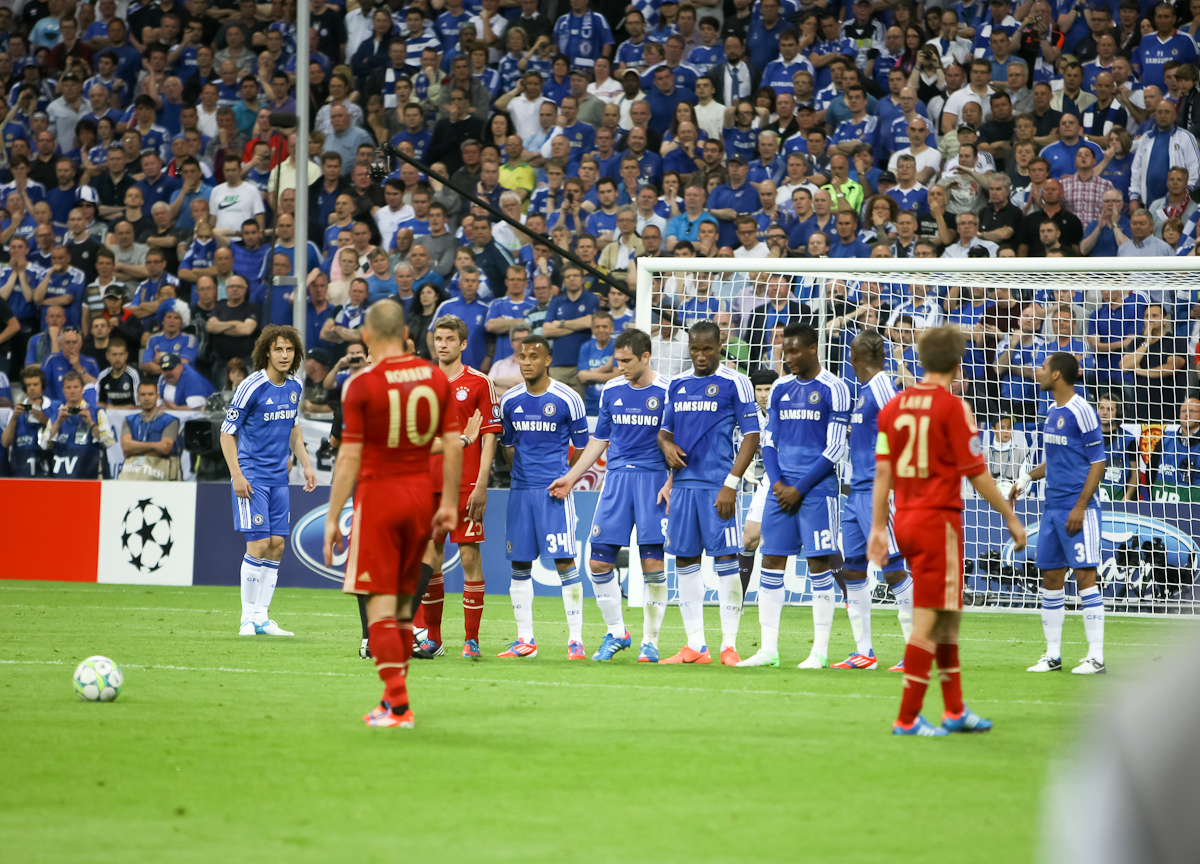
2012년 UEFA 챔피언스리그 결승전에서 프리킥을 준비하는 로번.

로번은 2010-11 시즌을 안좋게 시작했는데, 그는 의료 검진을 통해 힘줄이 제대로 회복되지 않았다는 것을 확인했고, 그에 따라 2달 간의 회복이 불가피했다. 칼-하인츠 루메니게 바이에른 회장은 "당연히, 바이에른 뮌헨은 지금 뿔이 났습니다"라며 네덜란드 왕립 축구 협회를 비난하였고, "다시 한번 강조하는데, 국가대표팀 경기 도중에 선수가 부상당한 경우에는 그 손해를 배상할 필요가 있습니다"라며 배상금을 요청하였다. 2011년 1월 15일, 그는 부상에서 복귀해, 볼프스부르크전에 오랜만에 출전하였고, 바이에른은은 이 경기에서 1-1 무승부를 거두었다.
로번은 "UEFA 챔피언스리그 최고의 미드필더" 후보로 선정되었으나, 최종 수상자는 국가대표팀 동료 베슬레이 스네이더르의 것이 되었다. 그는 바이에른 뮌헨에서 보여준 2009-10 시즌 동안의 환상적인 활약 덕에 발롱도르와 FIFA 푸슈카시상의 후보로도 선정되었으며, FIFA의 "2010년 FIFAPro 세계 XI" 선수단 후보로도 지명되었다.

#### 2011–12 시즌
전 소속 구단이자 조제 모리뉴(첼시 시절 그의 감독이었다)가 이끄는 레알 마드리드와의 2011-12년 UEFA 챔피언스리그 준결승 2차전에서, 바이에른이 0-2로 뒤쳐진 상황에 페널티킥으로 골망을 갈라 합계 3-3으로 승부의 균형을 이루게 했다. 바이에른은 이어지는 접전 끝에 승부차기로 이겨 결승전에 올랐다.
2012년 5월 3일, 로번은 바이에른 뮌헨과 2015년까지 유효한 계약을 한 것으로 밝혀졌다.
알리안츠 아레나에서 벌어진 이어지는 2012년 UEFA 챔피언스리그 결승전에서 바이에른은 또다른 로번의 전 소속 구단인 첼시를 상대했다. 연장전에 로번이 페널티킥을 성공시켰으면 바이에른이 첼시에 2-1로 앞서나갔겠지만, 그가 찬 공은 전 동료 페트르 체흐에 의해 막혔다. 결국, 바이에른은 승부차기 끝에 첼시에게 패했다. 그는 이 대회를 포함해 최근 2년동안 치른 4번의 주요 대회에서 준우승을 거두었다. (FIFA 월드컵 결승전, DFB-포칼 각각 1번씩, UEFA 챔피언스리그 2번) 사흘 후, 로번은 같은 경기장에서 네덜란드 편으로 바이에른 뮌헨과의 친선경기에 후반 교체로 출전했는데, 그가 공을 잡을 때마다 불쾌감을 느낀 바이에른 뮌헨 팬들이 야유했다. (야유는 UEFA 챔피언스리그 결승전 페널티킥 실축한 것과, 바이에른이 아닌 베르트 판 마르베이크 감독이 이끄는 네덜란드 국가대표팀 편으로 출전한 데에 있었다.) 이 경기는 2010년 FIFA 월드컵에서 네덜란드 국가대표팀 일원으로 활약하다 부상이 악화되어 2010-11 시즌 초반에 출전하지 못한 것을 보상하기 위해 시행된 경기였다.

#### 2012–13 시즌

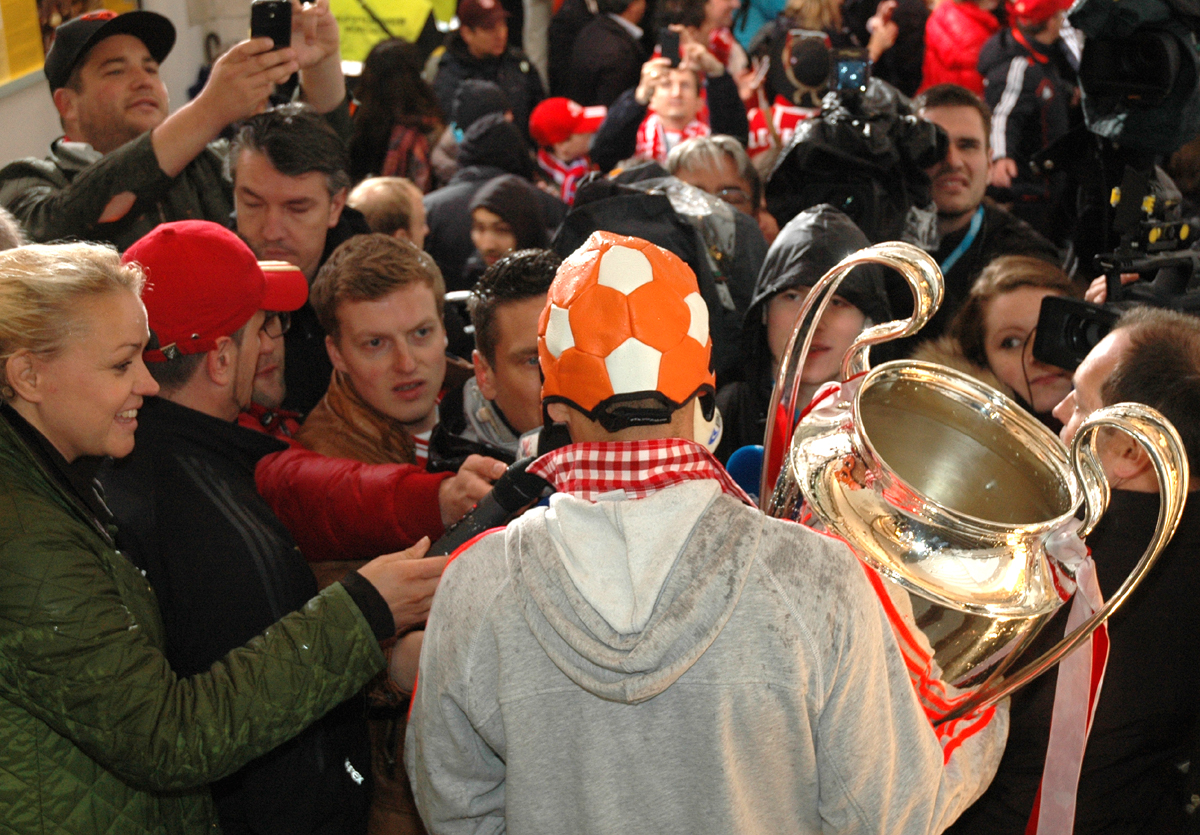
2013년, 바이에른이 UEFA 챔피언스리그, 분데스리가, 그리고 DFB-포칼을 모두 석권하는 역사적인 대륙 3관왕을 달성한 후, 치른 우승 기념식에서 로번이 UEFA 챔피언스리그 우승컵을 들고 있다.

2012-13 시즌, 유프 하인케스 감독이 토마스 뮐러를 우측 측면에 선발로, 토니 크로스를 공격형 미드필더로 배치하면서, 로번은 시즌 초를 후보 선수로 보냈다. 로번은 시즌 대부분 기간동안 후보로 보냈지만, 크로스가 유벤투스와의 2012-13년 UEFA 챔피언스리그 8강전에서 부상으로 빠지면서 기회를 잡았다. 그 후로, 로번은 시즌이 끝날 때까지 우측 측면을 맡았고, 뮐러는 다시 중앙으로 이동했다. 로번은 도르트문트와의 DFB-포칼 8강전에서 선발로 출전해 43분에 1-0 결승골을 기록했다. 로번은 바르셀로나와의 UEFA 챔피언스리그 준결승전에서 두 경기 모두 선발로 출전해 모두 득점을 기록했는데, 2차전에는 선제골을 넣었다. 바이에른은 또다시 대회 결승전에 도달했다. 로번은 60분에 마리오 만주키치의 선제골을 돕고 89분에 결승골을 기록해 전 시즌에 범한 페널티킥 실축을 만회했고, 도르트문트를 상대로 2-1 승리를 견인해 바이에른의 통산 5번째 UEFA 챔피언스리그 우승을 선사했다. 그는 대회 시상식에서 UEFA에 의해 최우수 선수로 명명되었다.

#### 2013–14 시즌
로번은 2-4로 패한 도르트문트와의 DFL-슈퍼컵 2013에서 2013-14 시즌 1, 2호골을 연달아 기록했다. 2013년 8월 9일, 그는 묀헨글라트바흐와의 2013-14 시즌 분데스리가 개막전에서 선제골을 기록해 바이에른의 3-1 승리에 공헌했다. 9월 17일, 그는 알리안츠 아레나에서 벌어진 CSKA 모스크바와의 UEFA 챔피언스리그 1차전에서도 득점을 기록해 바이에른의 승리를 도왔다. 그는 이어지는 맨체스터 시티와 CSKA 모스크바와의 UEFA 챔피언스리그 조별 리그 원정 경기에서 2골을 추가해 승리를 견인했고, 바이에른 뮌헨은 조별 리그를 1위로 마쳤다. 11월 23일, 베스트팔렌슈타디온에서 벌어진 우승 경쟁 구단 도르트문트와의 경기에서 득점한 3명의 득점자들 중 한명으로, 바이에른 뮌헨이 이 경기에서 3-0 완승을 거두었다. 12월 4일, 로번은 2-0으로 이긴 아우크스부르크와의 DFB-포칼 원정 경기에서 오른쪽 무릎에 큰 부상을 당해 FIFA 클럽 월드컵 2013에 빠지게 되었다.
2014년 3월 1일, 로번은 5-1로 이긴 샬케 04와의 경기에서 해트트릭을 완성했다. 3월 19일, 그는 바이에른과의 계약을 2017년까지 연장했다. 4월 9일, 로번은 바이에른의 3번째 골을 기록해 맨체스터 유나이티드와의 UEFA 챔피언스리그 8강전 경기를 3-1 완승으로 끝내고, 소속 구단을 준결승전에 올렸다. 5월 17일, 로번은 연장전 끝에 2-0으로 이긴 도르트문트와의 2014년 DFB-포칼 결승전에서 선제골을 기록해 바이에른에서의 5년차에 3번째 리그와 컵 2관왕을 달성했다. 그는 이 경기에서 터뜨린 골로 3번의 DFB-포칼 결승전에서 득점을 올린 첫 선수로 이름을 올리게 되었다. 7월 13일, 2014년 FIFA 월드컵에서 3위의 성적을 거둔 후, 로번은 루이 판 할로부터 맨체스터 유나이티드행 제의를 받았지만, 나중에 거절했다.

#### 2014–15 시즌
2014년 8월 22일, 로번은 바이에른의 2014-15 시즌 분데스리가 개막전에서 1골을 넣고 또다른 한 골을 도와 볼프스부르크전 2-1 승리에 일조했다. 11월 1일, 그는 도르트문트와의 고전 더비에서 페널티킥 결승골을 성공시켰다. 2014년 12월 16일, 로번은 프라이부르크와의 안방 경기에서 바이에른 뮌헨 공식 경기 100호골을 기록했다.
2015년 2월 21일, 로번은 6-0으로 이긴 파더보른 07과의 경기에서 2골을 기록해 6-0 승리를 일조하였고, 분데스리가에서 맞대결을 펼친 모든 구단을 상대로 득점을 기록하게 되었다. 그는 분데스리가에서 17골을 기록해 동료 로베르트 레반도프스키와 함께 2014-15 시즌을 선수단 득점 공동 1위로 마무리했다. 그는 이 기록을 막판 2달동안 부상으로 결장하고도 달성했다.

#### 2015–16 시즌
로번은 2015-16 시즌을 볼프스부르크와의 DFL-슈퍼컵에서 1호골을 기록하며 시작했다. 경기가 1-1 무승부로 끝난 후, 로번이 이어지는 승부차기에서 주자로 나서서 골망을 갈랐지만, 바이에른은 패했다.
로번은 분데스리가 1호골을 3-0으로 이긴 레버쿠젠과의 8월 29일 경기에서 기록했다. 그러나 6일 후, 네덜란드 국가대표팀에 차출되어 아이슬란드와의 UEFA 유로 2016 예선전에서 부상당하면서, 로번은 이어지는 바이에른의 9경기에 결장했다. 10월 24일, 로번은 바이에른 선수단에 재합류해 4-0으로 이긴 쾰른과의 경기에서 선제골을 넣어 4-0 승리와 구단의 분데스리가 1,000번째 승리에 공헌했다. 11월 4일, 로번은 5-1로 이긴 아스널과의 경기에서 교체로 들어가 UEFA 챔피언스리그 경기에 시즌 첫 출전을 기록했다.

#### 2016–17 시즌
로번이 부상 후 복귀해 치른 첫 경기는 립슈타트 08전이었다. 그는 득점을 기록했지만, 얼마 지나지 않아 36분에 또다시 부상을 당해 교체로 나갔다. 로번은 6주 부상으로 다수의 경기에 결장했다. 그는 훈련에 복귀해 9월 21일 헤르타 BSC와의 분데스리가 경기에 후보로 대기했는데, 그는 토마스 뮐러 대신 들어가 득점해 3-0 승리에 일조했다. 로번은 0-1로 패한 아틀레티코 마드리드와의 2016-17년 UEFA 챔피언스리그 조별 리그 경기를 포함해 바이에른의 몇몇 경기에 후보로 대기만 했다.
2017년 1월 16일, 로번은 바이에른과 1년 계약을 연장해 2017-18 시즌까지 구단과 동행하게 되었다.

## 국가대표팀 경력
2003년 4월, 그는 19세의 나이로 포르투갈과의 친선전에서 네덜란드 국가대표팀 데뷔전을 치렀다.

### UEFA 유로 2004
로번이 처음으로 참가한 국가대항전은 UEFA 유로 2004로 당시 감독이었던 딕 아드보카트 감독이 베슬레이 스네이더르나 요니 헤이팅아와 같은 신예 선수들을 대거 차출하였다. 대회 본선에서, 로번은 체코전에서 66분에 2-1 앞서나갔을 때 교체로 출전하였다. 그러나, 체코는 경기 종료 전까지 두 골을 삽입하며 경기를 3-2로 뒤집었고, 그 결과 아드보카트는 그의 결정에 대해서 많은 비난을 받았다. 같은 대회의 8강전에서, 로번은 승부차기의 5번째 주자로 공을 넣고, 스웨덴을 격침시켰다.

### 2006년 FIFA 월드컵
로번은 2006년 FIFA 월드컵 예선전에 처음으로 출전했다. 그는 네덜란드의 예선전 경기에 6번 참가해 2골을 기록했다. 네덜란드는 2006년 FIFA 월드컵 본선 진출에 성공하였고, 조별 리그 1차전에서 세르비아 몬테네그로를 상대했는데, 로번은 18분에 결승골을 득점하여 대표팀 승리를 견인하고 최우수 선수로 선정되었다. 로번은 바로 다음 경기인 코트디부아르와의 경기에서도 최우수 선수로 선정되어 2차례 이상 최우수 선수로 선정된 8명의 선수들 중 한 명이 되었다.

### UEFA 유로 2008

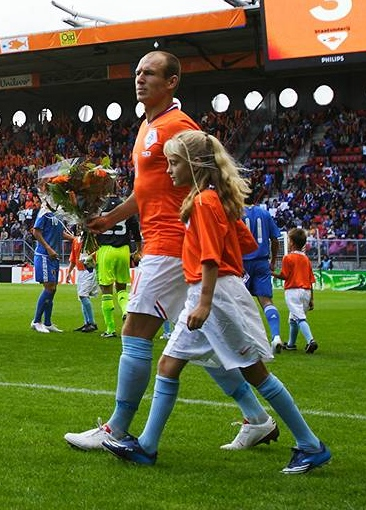
2009년, 일본과의 친선을 앞둔 로번.

UEFA 유로 2008에서 마르코 판 바스턴 감독은 4-2-3-1로 배치 형태를 전환하여, 라파얼 판 데르 파르트, 베슬레이 스네이더르, 그리고 디르크 카위트의 중원 3인방으로 잡아 중심에 세웠다. 로번은 로빈 판 페르시와 더불어 측면 자리를 놓고 경합하였다. 네덜란드가 4-1로 승리한 프랑스전에서, 로번은 후반 시작과 함께 교체로 투입되었다. 그는 하프라인 근처의 수비수로부터 공을 끌어내 수비수 3명을 제친 뒤 판 페르시에게 공을 배급했고, 이 때 판 페르시가 그레고리 쿠페를 너머 득점을 성공시켰다. 프랑스는 2-0 상황에서 티에리 앙리가 만회골을 넣으며 2-1로 추격하였지만, 경기가 재개된지 얼마 지나지 않아 로번은 스네이더의 공을 넘겨받아 프랑스 문전으로 돌진하여 거의 각도가 없는 위치에서 찼는데, 그가 찬 공은 쿠페를 넘어 골이 되었다.

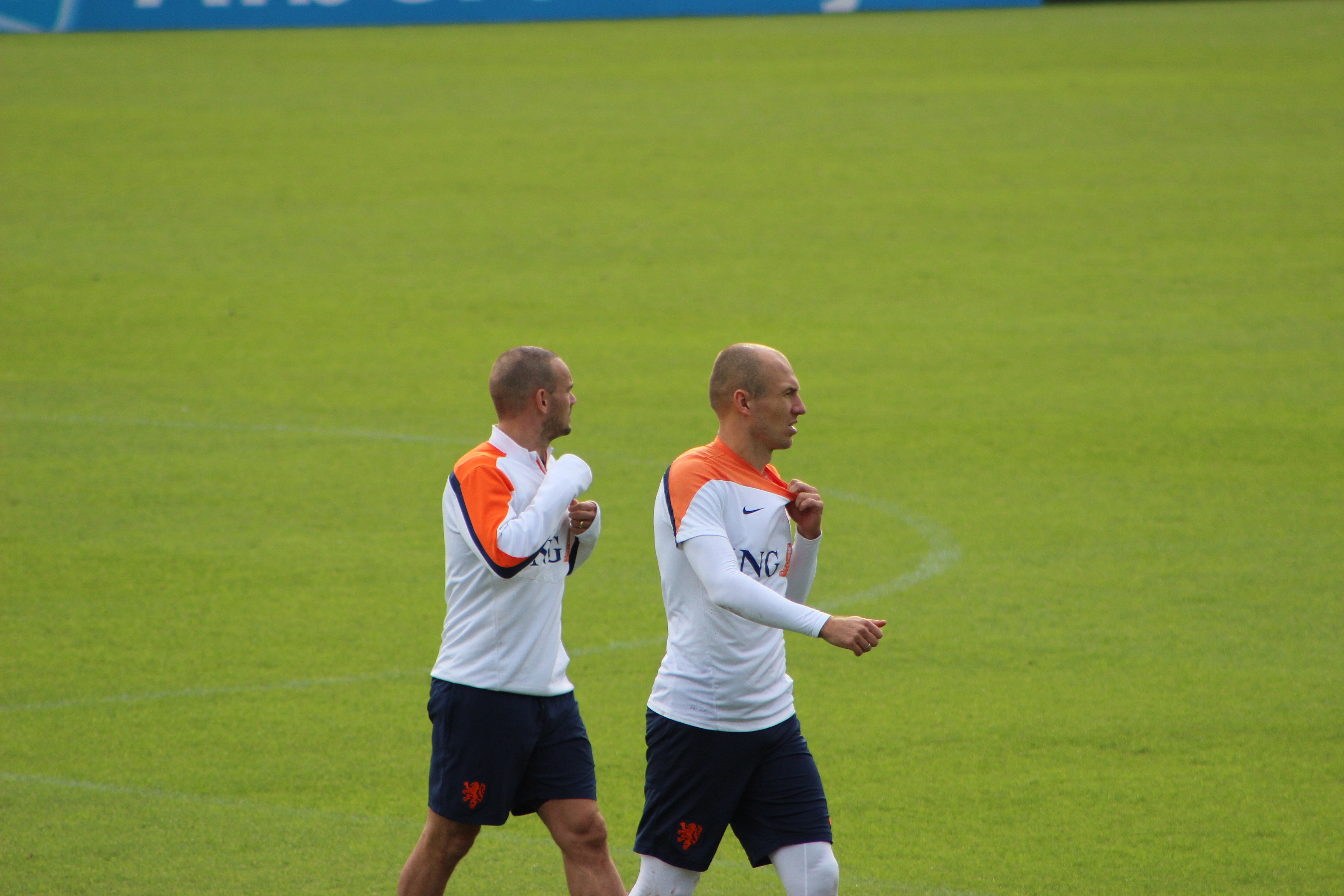
2014년, 국가대표팀 훈련의 로번과 스네이더르

### 2010년 FIFA 월드컵
베르트 판 마르베이크 네덜란드 국가대표팀 감독은 로번을 2010년 FIFA 월드컵 23인 최종 명단에 기재했다. 6월 4일, 남아공으로 출국하기 전에 헝가리와의 마지막 친선 경기가 있었는데, 경기가 끝나갈 무렵, 로번은 걸려 넘어지고, 힘줄 부상으로 진단되어 월드컵 출전할 수 있을지에 대한 의혹이 불거졌다. 6월 5일, 판 마르베이크 감독은 기자회견에서 "나는 아리언의 대체자를 부르지 않기로 했다. 나는 여전히 그에게 월드컵 참여 기회를 주고 싶다."라고 하였다. 2010년 6월 12일, 로번은 남아프리카 공화국에 도착하여 대표팀에 합류하였다. 그는 덴마크와의 1차전 경기에서 후보 명단에 올랐으나, 네덜란드는 2-0의 손쉬운 승리를 거두었기에 출전하지 않았고, 이어지는 1-0으로 승리한 일본과의 경기에서도 결장했다. 로번은 2-1로 승리한 카메룬전에서야 73분에 교체로 투입되었고, 그가 쏜 공이 골대를 강타하자 클라스얀 휜텔라르가 튀어나온 공을 다시 집어넣었다.
2010년 6월 28일, 그는 슬로바키아와의 16강전에서 처음으로 선발 출전하였고, 그는 |결선 토너먼트전에서 자신의 첫 득점을 올리며 선수단의 2-1 승리를 도왔다. 그는 슬로바키아전에서 최우수 선수로도 선정되었다. 로번은 우루과이와의 준결승전에서 머리로 네덜란드의 3번째 골을 넣었고, 네덜란드는 우루과이에 3-2로 승리하며 결승전에 진출하였다. 로번은 연장전에서 0-1로 패한 스페인과의 결승전에서도 선발로 출전해 끝까지 뛰었다. 로번은 62분에 스네이더르가 건낸 공을 잡아 네덜란드가 결승골을 넣을 절호의 기회를 잡았지만, 이케르 카시야스에 의해 막혔다. 로번은 대회 최우수 선수에게 주어지는 2010년 FIFA 월드컵 골든볼의 후보로도 올랐으나, 디에고 포를란이 최종 수상자가 되었다.

### UEFA 유로 2012
로번은 UEFA 유로 2012를 앞두고 네덜란드 선수단으로 차출되었다. 그는 0-1로 패한 덴마크와의 첫 조별 리그 경기에 선발로 출전하였고, 그가 쏜 공은 골대를 쳤다. 그 다음 경기에서, 네덜란드는 독일에 1-2로 패하였는데, 로번은 선수단이 승리를 독려할 수 있을 것이라 판단했기에, 디르크 카위트와 교체된 후 광고판을 뛰어 넘어 먼 거리를 돌아갔다. 포르투갈에도 1-2로 패한 후, 네덜란드는 3전 전패로 조기 탈락했다.

### 2014년 FIFA 월드컵
네덜란드의 2014년 FIFA 월드컵 첫 상대는 스페인이었는데, 로번은 이 경기에서 2골을 기록해 5-1 대승에 기여했다. 로번은 이어지는 오스트레일리아와의 조별 리그 2차전에서도 선제골을 넣으며 맹활약을 펼쳤고, 네덜란드는 3-2 승리를 거두고 결선 토너먼트에 진출했다. 네덜란드는 멕시코와의 16강전에서 로번이 라파엘 마르케스에 걸려 넘어져 페널티킥을 얻었다. 연합 통신에 따르면 로번이 "가장해" 걸려 넘어진 것은 "넘어지는 연기를 하는 그의 명성에 대해 토론을 종결짓기에 무의미했다"라고 평했다. 로번은 "한 번[막판]의 것은 페널티킥이 맞지만, 전반전에 페널티킥을 얻으려는 시도는 가장된 것입니다. 저는 그런 일을 해서는 안 됐습니다."라며 페널티킥 판정은 옳았지만, 경기 당시 너무도 쉽게 넘어졌다는 점을 NOS와의 회견에서 밝혔다.
로번은 코스타리카와의 8강전에서 승부차기 두 번째 주자로 나와 골망을 갈랐고, 네덜란드는 승부차기에서 4-3으로 이겼다. 7월 11일, 로번은 FIFA에 의해 대회 최우수 선수에게 주어지는 골든볼의 후보 10명 중 한 명으로도 선정되었다.
2015년 8월 28일, 로번은 로빈 판 페르시를 대신해 네덜란드의 주장으로 선임되었다.

## 플레이스타일
로번은 세계구급 선수입니다. 그는, 우리가 경험으로 안 바와 같이, 스스로 경기를 결정지을 수 있습니다. 그를 막으려면, 같이 전담할 사람이 필요합니다.
저는 늘 솔직하기를 지향하지만, 전반전에 경기에 뛰면서 한 순간에 상대 선수가 제 다리를 걸어 한 번 반칙을 범했던 것 같습니다 ... 이 반칙은 경기에 아무런 관련도 없지만, 페널티 구역에서 범한 막판의 반칙은 명백한 페널티킥이었습니다. 저는 전반에 저지른 행위에 대해 사과하지만 그것이 축구입니다 ...
로번은 세계 최고의 측면 공격수들 중 한 명으로 손꼽히며 ESPN은 그가 "순식간에 수비수를 상대하고 벗겨낼 수 있고, 끝까지 밀고나가 정확하게 공을 건네주는 능력은 어느 수비수들이든지 간에 공포의 대상이다"라고 묘사했다. 주로 우측 측면에 배치되는 로번은 왼발을 이용해 중앙으로 파고들어 중앙 전방 위치로 이동하고, 주력과 드리블 능력을 활용해 수비를 상대한 후, 공간을 포착하면 득점을 시도한다.
그는 선천적으로 왼발잡이 선수이다. 경기에서, 그는 좌측 측면으로 붙는 영향이 있고, 동료, 예를 들어 바이에른 뮌헨의 경우 프랑크 리베리와 우측 자리를 맞바꾸기도 한다. 그의 플레이스타일의 또다른 중요한 점으로는 우측 수비수와의 연계에 있다. 바이에른의 경우 그는 필리프 람과 협력해 선수단의 효율성을 증대하고 동반 상승효과를 낸다. 로번의 수비력은 바이에른에 합류하고 나서 뒤로 후퇴해 동료를 지원한 후 우측 수비 역할을 맡고 다시 전진하는 방식으로 개선했다.
로번은 자주 넘어지는 것을 가장하는 것으로 자주 지적받았고, 한 때 그는 이러한 속임수를 쓴다고 맹공을 받기도 했다. 2011년 12월, 로번은 보훔과의 DFB-포칼 경기에서 걸려넘어진 척 가장한 데에 사과했는데, "저는 이런 짓과 같은 일을 하지 말아야 하겠습니다."라고 말했다. 2014년 6월, 로번은 2-1로 이긴 멕시코와의 2014년 FIFA 월드컵 16강전 경기 전반에 넘어지는 연기를 시도했다고 인정했지만, 후반 막판에 페널티킥을 얻는 과정에는 진짜로 걸려 넘어졌다는 견해를 철회하지 않았다. 사건 이후, 로번의 첼시시절 감독인 주제 모리뉴 감독은 로번의 주력과 창조성이 상대로 반칙 없이 막을 수 없게 만들었다고 주장했지만, "가끔 [로벤은] 수혜를 보든지, 페널티킥을 얻으려든지 하기도 한다"라는 의견도 제시했다.

## 사생활

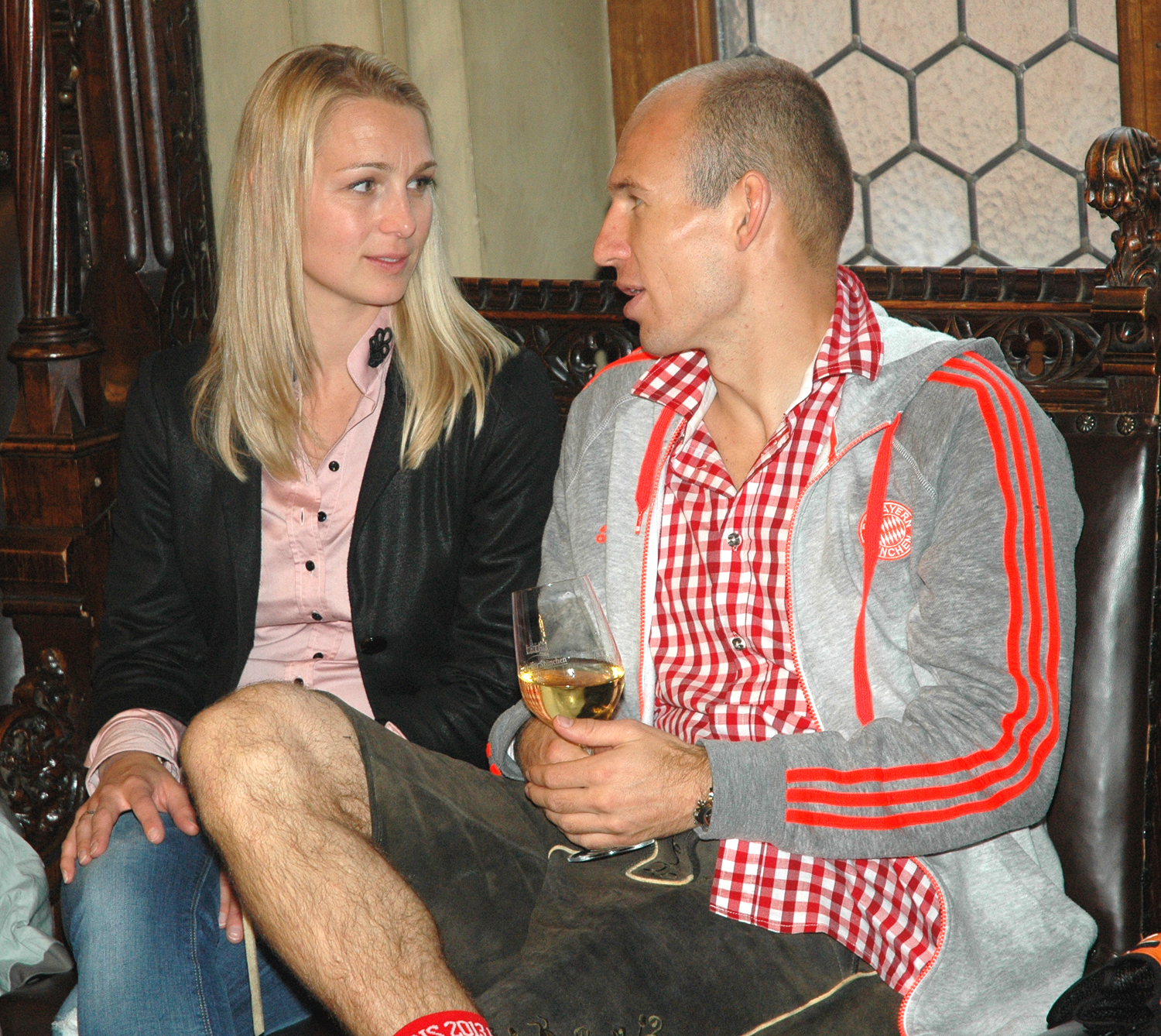
2014년, 로번과 그의 아내 베르나디언

2007년 6월 9일, 로번은 그의 여자친구 베르나디언 엘리어트와 흐로닝언에서 결혼하였다. 둘은 카모링 온너의 고등학교에 재학하던 시절에 만났었고, 이후 슬하에 2남 1녀를 두었는데, 장남 루카는 2008년에, 차남 카이는 2012년에, 장녀 린은 2010년에 태어났다. 아리언의 아버지 한스는 그의 요원로 활동하고 있다.
아리언과 베르나디언의 첫 만남의 그의 전 유소년부 감독 바런트 벨트만에 의해 알려졌다. '아리언은 어린 시절부터 동기부여가 잘 되어 있었습니다. 그는 지각하지 않고 시간을 잘 지켰지요. 그러나, 그는 한 금요일 오후에 연습 시간이 시작하고 15분 뒤에 도착하였습니다. 저는 그한테 무슨 있었느냐 물어보니까 "우리는 시장에서 놀다 왔어요." 라고 말했습니다. 그와 그의 친구들 곁에는 몇명의 여자애들이 있었고, 나는 또다시 "그녀는 만날 가치가 있었냐?" 라고 물어보니까 "예, 그렇습니다, 그녀는요." 라고 답하였습니다. 저는 그에게 장비를 챙겨 훈련에 합류하게 하였습니다. 결혼식에서, 저는 그날에 아리언을 만났던 여자애가 현재 아리언의 아내이고, 그 자식들의 어머니라는 것을 알게 되었습니다. 베르나디언이 그녀의 이름입니다.'
로번은 네덜란드어, 독일어, 영어, 스페인어를 유창하게 구사한다.
2023년 5월 19일, 로번은 바이에른 뮌헨의 훈련장을 방문해 전 소속팀의 동료들과 인사를 나눴고, 5월 20일 알리안츠 아레나에서 있었던 바이에른 뮌헨과 RB 라이프치히와의 22-23 분데스리가 33라운드를 전 팀동료 프랑크 리베리와 함께 관전했다.

## 협찬
로번은 독일 스포츠용품 및 장비사인 아디다스와 협찬 계약을 맺고 있다. 로번은 EA 스포츠사의 FIFA 시리즈의 FIFA 15에서 3번째로 가장 높은 평가를 받은 선수이다.

## 경력 통계

### 클럽
2021년 6월 1일 기준
| 클럽          | 시즌      | 리그         | 리그 | 리그 | 컵1  | 컵1 | 대륙2 | 대륙2 | 기타3 | 기타3 | 합계 | 합계 | 주              |
| 클럽          | 시즌      | 리그         | 출장 | 골   | 출장 | 골  | 출장  | 골    | 출장  | 골    | 출장 | 골   | 주              |
| ------------- | --------- | ------------ | ---- | ---- | ---- | --- | ----- | ----- | ----- | ----- | ---- | ---- | --------------- |
| 흐로닝언      | 2000–01   | 에레디비시   | 18   | 2    | 0    | 0   | —     | —     | —     | —     | 18   | 2    | [ 128 ]         |
| 흐로닝언      | 2001–02   | 에레디비시   | 28   | 6    | 6    | 4   | —     | —     | —     | —     | 34   | 10   | [ 128 ]         |
| 흐로닝언      | 합계      | 합계         | 46   | 8    | 6    | 4   | —     | —     | —     | —     | 52   | 12   | —               |
| PSV           | 2002–03   | 에레디비시   | 33   | 12   | 3    | 0   | 4     | 1     | 1     | 0     | 41   | 13   | [ 128 ]         |
| PSV           | 2003–04   | 에레디비시   | 23   | 6    | 2    | 0   | 8     | 2     | 1     | 1     | 34   | 9    | [ 128 ]         |
| PSV           | 합계      | 합계         | 56   | 18   | 5    | 0   | 12    | 3     | 2     | 1     | 75   | 22   | —               |
| 첼시          | 2004–05   | 프리미어리그 | 18   | 7    | 2    | 0   | 5     | 1     | 4     | 1     | 29   | 9    | [ 128 ]         |
| 첼시          | 2005–06   | 프리미어리그 | 28   | 6    | 4    | 1   | 6     | 0     | 2     | 0     | 40   | 7    | [ 128 ]         |
| 첼시          | 2006–07   | 프리미어리그 | 21   | 2    | 4    | 0   | 7     | 1     | 4     | 0     | 36   | 3    | [ 128 ]         |
| 첼시          | 합계      | 합계         | 67   | 15   | 10   | 1   | 18    | 2     | 10    | 1     | 105  | 19   | —               |
| 레알 마드리드 | 2007–08   | 라 리가      | 21   | 4    | 2    | 1   | 5     | 0     | 0     | 0     | 28   | 5    | [ 128 ]         |
| 레알 마드리드 | 2008–09   | 라 리가      | 29   | 7    | 0    | 0   | 6     | 1     | 2     | 0     | 37   | 8    | [ 128 ]         |
| 레알 마드리드 | 합계      | 합계         | 50   | 11   | 2    | 1   | 11    | 1     | 2     | 0     | 65   | 13   | —               |
| 바이에른 뮌헨 | 2009–10   | 분데스리가   | 24   | 16   | 3    | 3   | 10    | 4     | —     | —     | 37   | 23   | [ 129 ]         |
| 바이에른 뮌헨 | 2010–11   | 분데스리가   | 14   | 12   | 1    | 1   | 2     | 0     | 0     | 0     | 17   | 13   | [ 130 ]         |
| 바이에른 뮌헨 | 2011–12   | 분데스리가   | 24   | 12   | 3    | 2   | 9     | 5     | —     | —     | 36   | 19   | [ 131 ]         |
| 바이에른 뮌헨 | 2012–13   | 분데스리가   | 16   | 5    | 5    | 4   | 9     | 4     | 1     | 0     | 31   | 13   | [ 128 ] [ 132 ] |
| 바이에른 뮌헨 | 2013–14   | 분데스리가   | 28   | 11   | 5    | 4   | 10    | 4     | 2     | 2     | 45   | 21   | [ 128 ] [ 133 ] |
| 바이에른 뮌헨 | 2014–15   | 분데스리가   | 21   | 17   | 2    | 0   | 7     | 2     | 0     | 0     | 30   | 19   | [ 128 ] [ 134 ] |
| 바이에른 뮌헨 | 2015–16   | 분데스리가   | 15   | 4    | 3    | 0   | 3     | 2     | 1     | 1     | 22   | 7    | [ 75 ] [ 135 ]  |
| 바이에른 뮌헨 | 2016–17   | 분데스리가   | 26   | 13   | 3    | 0   | 8     | 3     | 0     | 0     | 37   | 16   | [ 136 ]         |
| 바이에른 뮌헨 | 2017–18   | 분데스리가   | 21   | 5    | 4    | 2   | 9     | 0     | 0     | 0     | 34   | 7    | [ 137 ]         |
| 바이에른 뮌헨 | 2018–19   | 분데스리가   | 12   | 4    | 2    | 0   | 4     | 2     | 1     | 0     | 19   | 6    | [ 138 ]         |
| 흐로닝언      | 2020-21   | 에레디비시   | 6    | 0    | 0    | 0   | 0     | 0     | 1     | 0     | 7    | 0    |                 |
| 경력 합계     | 경력 합계 | 경력 합계    | 426  | 150  | 55   | 22  | 113   | 32    | 20    | 5     | 614  | 209  | —               |

- 1.^  KNVB컵, FA컵, 코파 델 레이, 및 DFB-포칼 출전 경기 포함
- 2.^  UEFA 챔피언스리그 및 UEFA 유로파리그 출전 경기 포함
- 3.^  에레디비시 플레이오프전, 잉글랜드 리그 컵, FA 커뮤니티 실드, 수페르코파 데 에스파냐, DFL-슈퍼컵, 및 UEFA 슈퍼컵 출전 경기 포함

### 국가대표팀

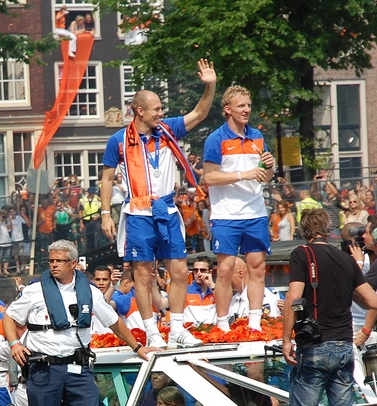
로번과 국가대표팀팀 동료 디르크 카위트.

2017년 10월 10일 기준
| 네덜란드 국가대표팀 | 네덜란드 국가대표팀 | 네덜란드 국가대표팀 |
| ------------------- | ------------------- | ------------------- |
| 2003                | 3                   | 1                   |
| 2004                | 8                   | 2                   |
| 2005                | 6                   | 3                   |
| 2006                | 10                  | 2                   |
| 2007                | 4                   | 0                   |
| 2008                | 6                   | 2                   |
| 2009                | 8                   | 1                   |
| 2010                | 7                   | 4                   |
| 2011                | 1                   | 0                   |
| 2012                | 10                  | 2                   |
| 2013                | 10                  | 5                   |
| 2014                | 13                  | 6                   |
| 2015                | 2                   | 2                   |
| 2016                | 1                   | 1                   |
| 2017                | 7                   | 6                   |
| 합계                | 96                  | 37                  |

### 국가대표팀 득점 기록
아래의 점수에서 왼쪽의 점수가 네덜란드의 점수이다.
| 국가대표팀 득점기록 | 국가대표팀 득점기록 | 국가대표팀 득점기록                     | 국가대표팀 득점기록 | 국가대표팀 득점기록 | 국가대표팀 득점기록 | 국가대표팀 득점기록       |
| #                   | 날짜                | 경기장                                  | 상대                | 점수                | 최종결과            | 대회                      |
| ------------------- | ------------------- | --------------------------------------- | ------------------- | ------------------- | ------------------- | ------------------------- |
| 1.                  | 2003년 10월 11일    | 필립스 스타디온, 에인트호번             | 몰도바              | 5–0                 | 5–0                 | UEFA 유로 2004 예선       |
| 2.                  | 2004년 2월 18일     | 암스테르담 아레나, 암스테르담           | 미국                | 1–0                 | 1–0                 | 친선경기                  |
| 3.                  | 2004년 11월 17일    | 미니 에스타디, 바르셀로나               | 안도라              | 2–0                 | 3–0                 | 2006년 FIFA 월드컵 예선   |
| 4.                  | 2005년 6월 4일      | 스타디온 페예노르트, 로테르담           | 루마니아            | 1–0                 | 2–0                 | 2006년 FIFA 월드컵 예선   |
| 5.                  | 2005년 8월 17일     | 스타디온 페예노르트, 로테르담           | 독일                | 1–0                 | 2–2                 | 친선경기                  |
| 6.                  | 2005년 8월 17일     | 스타디온 페예노르트, 로테르담           | 독일                | 2–0                 | 2–2                 | 친선경기                  |
| 7.                  | 2006년 6월 11일     | 첸트랄슈타디온, 라이프치히              | 세르비아 몬테네그로 | 1–0                 | 1–0                 | 2006년 FIFA 월드컵        |
| 8.                  | 2006년 8월 16일     | 랜스던 경기장, 더블린                   | 아일랜드            | 2–0                 | 4–0                 | 친선경기                  |
| 9.                  | 2008년 6월 1일      | 스타디온 페예노르트, 로테르담           | 웨일스              | 2–0                 | 2–0                 | 친선경기                  |
| 10.                 | 2008년 6월 13일     | 스타드 드 스위스, 베른                  | 프랑스              | 3–1                 | 4–1                 | UEFA 유로 2008            |
| 11.                 | 2009년 6월 10일     | 스타디온 페예노르트, 로테르담           | 노르웨이            | 2–0                 | 2–0                 | 2010년 FIFA 월드컵 예선   |
| 12.                 | 2010년 6월 5일      | 암스테르담 아레나, 암스테르담           | 헝가리              | 3–1                 | 6–1                 | 친선경기                  |
| 13.                 | 2010년 6월 5일      | 암스테르담 아레나, 암스테르담           | 헝가리              | 6–1                 | 6–1                 | 친선경기                  |
| 14.                 | 2010년 6월 28일     | 모세스 마비다 스타디움, 더반            | 슬로바키아          | 1–0                 | 2–1                 | 2010년 FIFA 월드컵        |
| 15.                 | 2010년 7월 6일      | 케이프타운 경기장, 케이프타운           | 우루과이            | 3–1                 | 3–2                 | 2010년 FIFA 월드컵        |
| 16.                 | 2012년 2월 29일     | 웸블리 스타디움, 런던                   | 잉글랜드            | 1–0                 | 3–2                 | 친선경기                  |
| 17.                 | 2012년 2월 29일     | 웸블리 스타디움, 런던                   | 잉글랜드            | 3–2                 | 3–2                 | 친선경기                  |
| 18.                 | 2013년 6월 7일      | 겔로라 붕 카르노 스타디움, 자카르타     | 인도네시아          | 3–0                 | 3–0                 | 친선경기                  |
| 19.                 | 2013년 9월 6일      | A. 레 코크 아레나, 탈린                 | 에스토니아          | 1–0                 | 2–2                 | 2014년 FIFA 월드컵 예선전 |
| 20.                 | 2013년 10월 11일    | 암스테르담 아레나, 암스테르담           | 헝가리              | 8–1                 | 8–1                 | 2014년 FIFA 월드컵 예선전 |
| 21.                 | 2013년 10월 15일    | 쉬크뤼 사라졸루 스타디움, 이스탄불      | 튀르키예            | 1–0                 | 2–0                 | 2014년 FIFA 월드컵 예선전 |
| 22.                 | 2013년 11월 16일    | 크리스탈 아레나, 헹크                   | 일본                | 2–0                 | 2–2                 | 친선경기                  |
| 23.                 | 2014년 6월 4일      | 암스테르담 아레나, 암스테르담           | 웨일스              | 1–0                 | 2–0                 | 친선경기                  |
| 24.                 | 2014년 6월 13일     | 아레나 폰치 노바, 사우바도르            | 스페인              | 2–1                 | 5–1                 | 2014년 FIFA 월드컵        |
| 25.                 | 2014년 6월 13일     | 아레나 폰치 노바, 사우바도르            | 스페인              | 5–1                 | 5–1                 | 2014년 FIFA 월드컵        |
| 26.                 | 2014년 6월 18일     | 이스타지우 베이라-히우, 포르투 알레그리 | 오스트레일리아      | 1–0                 | 3–2                 | 2014년 FIFA 월드컵        |
| 27.                 | 2014년 11월 16일    | 암스테르담 아레나, 암스테르담           | 라트비아            | 2–0                 | 6–0                 | UEFA 유로 2016 예선전     |
| 28.                 | 2014년 11월 16일    | 암스테르담 아레나, 암스테르담           | 라트비아            | 5–0                 | 6–0                 | UEFA 유로 2016 예선전     |
| 29.                 | 2015년 11월 16일    | 카디프 시티 스타디움, 카디프            | 웨일스              | 2–1                 | 3–2                 | 친선경기                  |
| 30.                 | 2015년 11월 16일    | 카디프 시티 스타디움, 카디프            | 웨일스              | 3–2                 | 3–2                 | 친선경기                  |
| 31.                 | 2016년 11월 13일    | 스타드 요지 바르텔, 룩셈부르크          | 룩셈부르크          | 1–0                 | 3–1                 | 2018년 FIFA 월드컵 예선전 |
| 32.                 | 2017년 6월 4일      | 스타디온 페예노르트, 로테르담           | 코트디부아르        | 2–0                 | 5–0                 | 친선경기                  |
| 33.                 | 2017년 6월 9일      | 스타디온 페예노르트, 로테르담           | 룩셈부르크          | 1–0                 | 5–0                 | 2018년 FIFA 월드컵 예선전 |
| 34.                 | 2017년 9월 3일      | 암스테르담 아레나, 암스테르담           | 불가리아            | 2–0                 | 3–1                 | 2018년 FIFA 월드컵 예선전 |
| 35.                 | 2017년 10월 7일     | 보리소프 아레나, 바리사우               | 벨라루스            | 2–1                 | 3–1                 | 2018년 FIFA 월드컵 예선전 |
| 36.                 | 2017년 10월 10일    | 암스테르담 아레나, 암스테르담           | 스웨덴              | 1–0                 | 2–0                 | 2018년 FIFA 월드컵 예선전 |
| 37.                 | 2017년 10월 10일    | 암스테르담 아레나, 암스테르담           | 스웨덴              | 2–0                 | 2–0                 | 2018년 FIFA 월드컵 예선전 |

## 수상

#### PSV
- 에레디비시: 2002–03[140]
- 요한 크라위프 스할: 2003[141]

#### 첼시
- 프리미어리그: 2004–05, 2005–06[140]
- FA컵: 2006–07[142]
- 리그 컵: 2004–05, 2006–07[141]
- FA 커뮤니티 실드: 2005[141]

#### 레알 마드리드
- 라 리가: 2007–08[140]
- 수페르코파 데 에스파냐: 2008[143]

#### 바이에른 뮌헨
- 분데스리가: 2009–10, 2012–13, 2013–14, 2014–15, 2015–16, 2016–17[140], 2017–18, 2018–19
- DFB-포칼: 2009–10, 2012–13, 2013–14, 2015–16, 2018–19[140]
- DFL-슈퍼컵: 2010, 2012,[144][145] 2016, 2017, 2018
- UEFA 챔피언스리그: 2012–13[140]
- UEFA 슈퍼컵: 2013[146]

#### 네덜란드

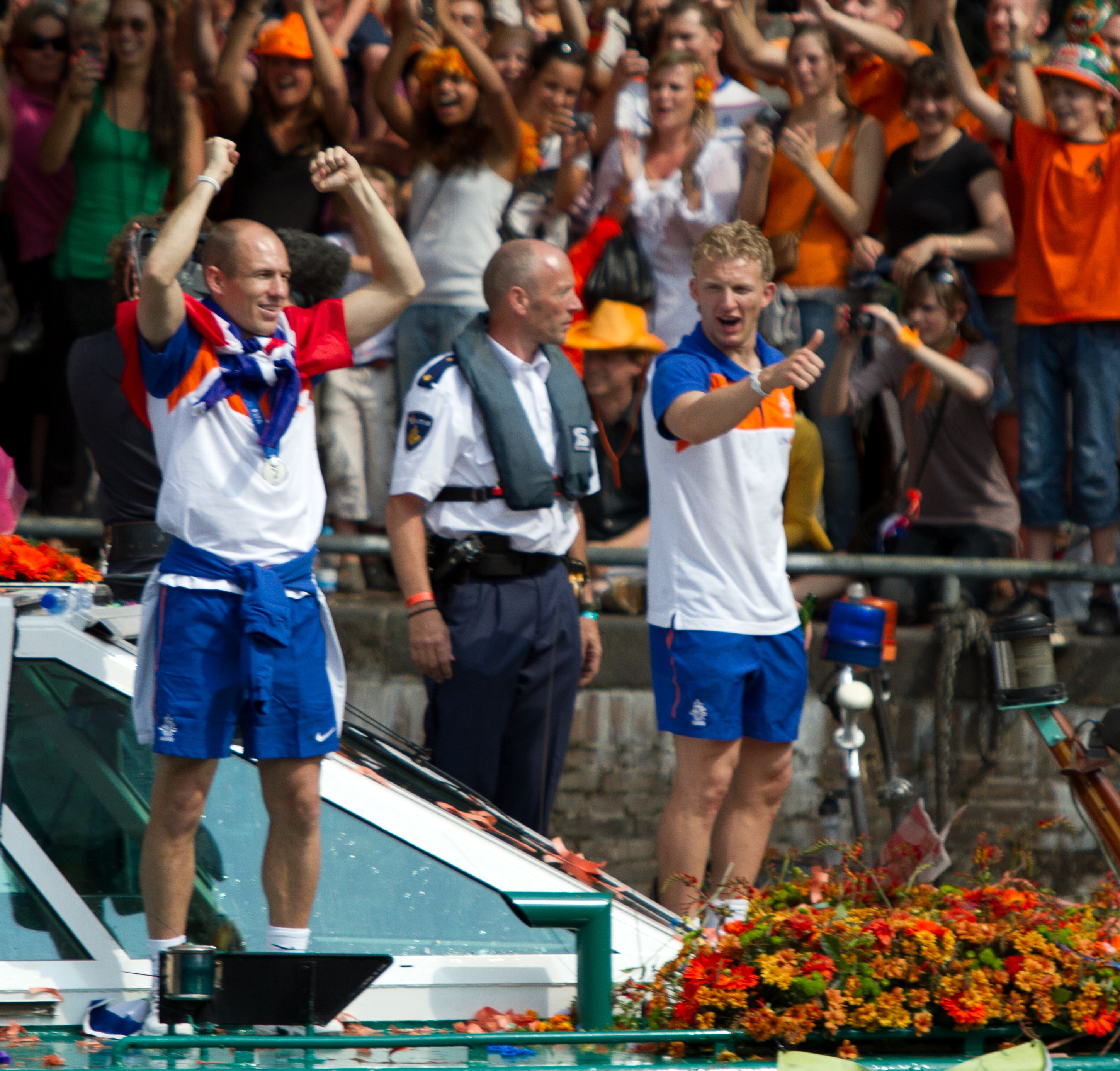
2010년 FIFA 월드컵 이후 암스테르담 보트 위의 로번과 디르크 카위트.

- FIFA 월드컵 : 준우승 (2010), 3위 (2014)[140][147]

### 개인
- UEFA 올해의 선수 : 3위 (2014)
- 프리미어리그 이달의 선수상: 2004년 11월[148]
- PFA 올해의 팀: 2004-05[149]
- ESM 올해의 팀: 2004–05,[150] 2009–10, 2014–15[151]
- 독일 이 달의 골: 2010년 1월,[152] 2010년 3월,[152] 2010년 4월,[152] 2013년 2월
- VDV 올해의 선수 : 2009-10
- UEFA 챔피언스리그 시즌의 팀: 2013–14
- UEFA 챔피언스리그 결승전 MoM: 2013[153]
- UEFA 올해의 팀 : 2011, 2014[154]
- FIFA/FIFPro 월드 베스트 XI : 2014[155]
- 브라보상 : 2005[156]
- 키커 올해의 선수: 2010[157]
- 독일 올해의 축구 선수: 2010[158]
- 네덜란드 올해의 신인 선수: 2002–03[159]
- 네덜란드 올해의 스포츠인: 2014[160]
- FIFA 월드컵 : 브론즈볼[161], 드림팀 (이상 2014[162])
- 2006년 FIFA 월드컵 맨 오브 더 매치 : vs. 세르비아 몬테네그로, vs. 코트디부아르 (이상 조별리그)
- 2010년 FIFA 월드컵 맨 오브 더 매치 : vs. 슬로바키아 (16강전)
- 2014년 FIFA 월드컵 맨 오브 더 매치 : vs. 호주, vs. 칠레 (이상 조별리그), vs. 브라질 (3,4위전)

#### 발롱도르[163]
- 2010 - 14
- 2013 - 8
- 2014 - 4
- 2015 - 22